# Ilian Kiriakov
Ilian Ivanov Kiriakov (en bulgare : Илиян Иванов Киряков), né le 4 août 1967 à Lesitcheri dans l'oblast de Veliko Tarnovo, est un footballeur bulgare. Il évolue au poste de défenseur latéral ou milieu du milieu des années 1980 au début des années 2000.
Formé au Etar Veliko Tarnovo avec qui il est champion de Bulgarie en 1991, il joue ensuite notamment au Deportivo La Corogne et au Aberdeen FC.
Il compte cinquante-sept sélections avec l'équipe de Bulgarie entre 1988 et 1996. Il participe à la Coupe du monde 1994 et au championnat d'Europe 1996.

## Carrière
- 1984-1991 : PFK Etar 1924
- 1991-1993 : Deportivo La Corogne
- 1993-1994 : CP Mérida
- 1994-1995 : CSKA Sofia
- 1994-1995 : PFK Etar 1924
- 1995-1996 : Anorthosis Famagouste
- 1996-2000 : Aberdeen
- 2000 : Airdrieonians FC
- 2001 : Raith Rovers
- 2001 : Akademik Svishtov
- 2002-2003 : PFK Etar 1924 [1]

## Palmarès

### En équipe nationale
- 57 sélections et 0 but avec l'équipe de Bulgarie entre 1988 et 1996.
- Quatrième de la Coupe du monde 1994.
- Participe au premier tour du championnat d'Europe 1996.

### Avec l'Etar
- Vainqueur du Championnat de Bulgarie de football en 1991.

### Avec Aberdeen FC
- Vainqueur de la Coupe de la Ligue écossaise de football en 1996.